# جنگ ارمنستان–جمهوری آذربایجان

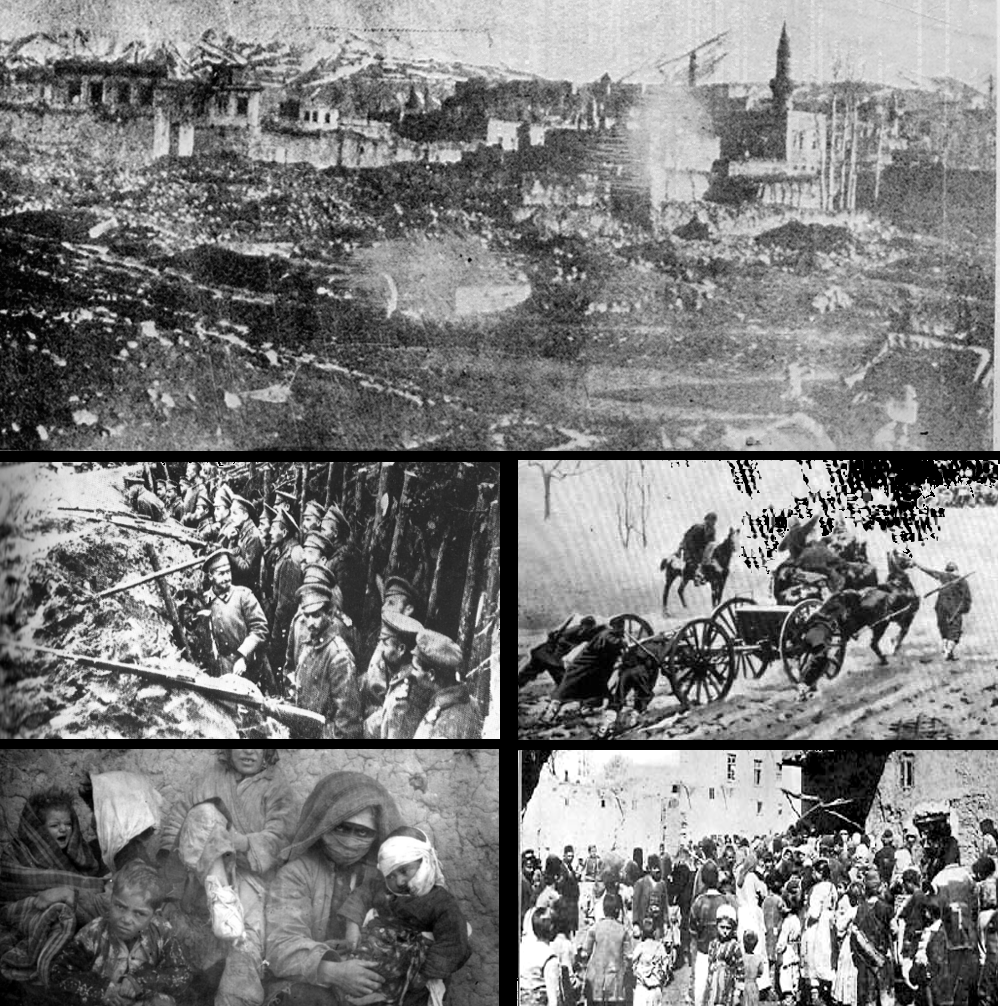
عکس بالا:ویرانی‌های شهر کارین، بالا سمت چپ:نیروهای روسیه، بالا سمت راست:نیروهای عثمانی، پایین سمت چپ:پناهندگان مجروح مسلمان، پایین سمت راست:پناهندگان ارمنی

جنگ ارمنستان–جمهوری آذربایجان اشاره به جنگی دارد که از سال ۱۹۱۸ میلادی تا ۱۹۲۰ میلادی، حدود دو سال به طول انجامید.
با فروپاشی امپراتوری نیکلای دوم-انقلاب روسیه (۱۹۱۷) و ظهور دولت‌های مستقل در قفقاز در سال‌های آخر جنگ جهانی اول، رقابت در جهت چیرگی بر قره باغ و همچنین موجب اختلاف مرزی، قومیتی و تاریخی در کوهستان زانگزور، نخجوان که باعث درگیری‌های شدیدی میان اولین جمهوری ارمنستان و جمهوری دمکراتیک آذربایجان تبدیل شد.
این جنگ به عنوان بخشی از یک رشته عملیات جنگی در قفقاز (نبرد باکو، نبرد سارداراباد، جنگ ارمنستان–ترکیه) که به مدت چهار سال به طول انجامید می‌باشد.

## تاریخ
در اوایل سده یازدهم میلادی انبوهی از اقوام تُرک زبان به قفقاز نقل مکان دادند و بسیاری از اقوام بومی منطقه و از جمله ارمنیان و گرجی‌ها را از جلگه‌های حاصلخیز آنجا بیرون راندند. بدین ترتیب تسلط و برتری ارمنی‌ها بر مناطق جلگه ای روبه کاهش نهاد و جمعیت ارمنی قفقاز بیشتر در ارتفاعات و بخش‌های کوهستانی مستقر شدند.
با این حال بر این قاعده کلی استثناهایی نیز بود:

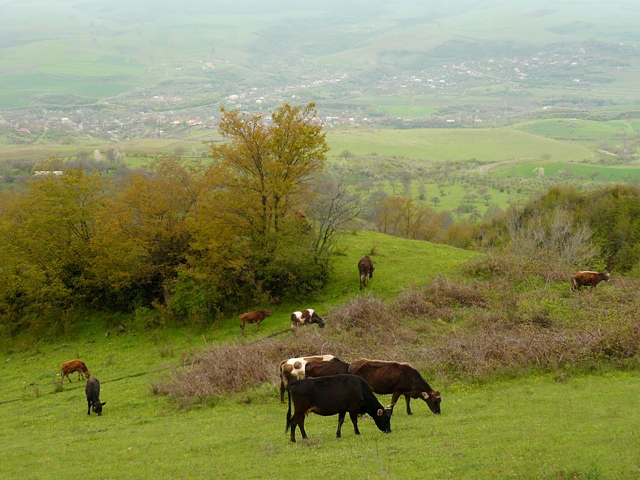
منظره طبیعی آرتساخ-قره باغ شهرستان مارتونی

روستاهای مسلمان‌نشین در میان ارتفاعات ارمنی‌نشین جای داشتند و پاره‌ای از روستاهای ارمنی‌نشین نیز در جلگه‌ها برجای مانده بودند. در خلال حکمروایی روس‌ها بر قفقاز اختلاف‌های قومی رو به افزایش نهاد. در واقع مقامات تزاری برای آن که مانع از هر گونه وحدت و یگانگی اتباع امپراتوری گردند، به کرات مرزهای داخلی امپراتوری را دگرگون ساخته و سعی برآن داشتند که اقوام مختلف و مناطق جغرافیایی گوناگون را در یک واحد اداری جای دهند.
تزار الکساندر دوم (روسیه) در ۹ دسامبر ۱۸۶۷ میلادی قانونی را امضاء و اعلام کرد به نام (اصلاحات اداری سرزمین قفقاز و قفقاز جنوبی) که از اول ژانویه ۱۸۶۸ میلادی به اجرا گذاشته شد. برپایه این قانون، استان‌های جدیدی در قفقاز جنوبی تشکیل شد. بر پایه اصولی که در قانون یاد شده پیش‌بینی شده بود مرزی بین نواحی مختلف چنان می‌بایست ترسیم و مشخص می‌شد که وسعت آن‌ها از ۷۵۰۰ کیلومتر مربع و جمعیت آن‌ها از ده هزار خانوار یا هشتاد هزار نفر تجاوز نمی‌کرد.
لذا هنگامی که در ۱۹۱۸ میلادی قفقاز از روسیه جدا و به سه جمهوری آذربایجان و ارمنستان و گرجستان تقسیم شد، تقسیمات اداری منطقه به هیچ وجه با ترکیب قومی آن همخوانی نداشت؛ و در نتیجه این سه جمهوری گرفتار یک رشته برخوردهای مرزی شدند که مهم‌ترین و طولانی‌ترین آن برسر قره باغ کوهستانی بود.
قره باغ که شرق ارمنستان کنونی (شرق دریاچه سوان) بخشی از ایالت گنجه بود. گنجه خود در ۱۸۶۸ میلادی از ترکیب ارتفاعات شرقی تفلیس و ایالت ایروان و مرغزارهای غربی ایالت باکو تشکیل شده بود که از دیدگاه قومی و جغرافیایی موجودیتی مصنوعی به‌شمار می‌رفت.
بر اساس آمار ۱۹۱۶ میلادی روسیه تعداد مسلمان‌های گنجه در مجموع دو برابر مسیحیان آن منطقه بود، ولی در بخش‌های کوهستانی، ارمنی‌ها بیش از ۷۰ درصد از کل جمعیت آن مناطق را تشکیل می‌دادند؛ ولی از آنجایی که اکثر شهرستان‌های ایالت به نحوی تعیین شده بودند که از بلندی‌ها تا جلگه‌ها را دربر می‌گرفتند. در شهر شوشی ارمنی‌ها اکثریت قاطع اهالی را تشکیل می‌دادند. در قره باغ کوهستانی که شوشی و بخش‌هایی از گنجه هم شامل می‌شد تقریباً ۱۶۵۰۰۰ نفر ارمنی و ۵۹۰۰۰ نفر مسلمان که ۲۰۰۰۰ نفر آن‌ها در حوالی شهر شوشی اقامت داشتند؛ و ۷۰۰۰ نفر روس زندگی می‌کردند.
اولین جمهوری ارمنستان که در شرایط بسیار دشواری تأسیس شده بود در توجیه تلاشش برای دستیابی بر منطقه همجوار قره باغ کوهستانی دلایل بسیاری عنوان داشت. ایروان و قره باغ از زبان و دین و فرهنگ مشترکی برخوردار بودند. قره باغ منتهی‌الیه شرقی فلات ارمنستان را تشکیل می‌داد و با چند هزار پا ارتفاع از سطح دریا با جلگه‌های کم ارتفاع جمهوری آذربایجان تفاوت آشکار داشت.
این منطقه کوهستانی که از معادن غنی و جنگل‌ها و مراتع پهناوری برخوردار بود و به خاطر عسل و موم طبیعی و محصولات چرمی اش شهرت داشت، مرز طبیعی ارمنستان محسوب می‌شد و راه‌هایی منتهی به تپه ماهورهای ارس و دشت آرارات را محافظت می‌کرد. بدون قره باغ یگانگی فیزیکی ارمنستان قفقاز ناقص بود. علاوه برآن قره باغ حد فاصل میان مسلمان‌های آذربایجان و اقوام تُرک امپراتوری عثمانی محسوب می‌شد. تسلط بر این معبر از لحاظ مقابله با حرکت‌های پان‌ترکیسم که ارمنی‌ها، چندین بار قربانی آن بوده‌اند، اهمیت اساسی داشت.

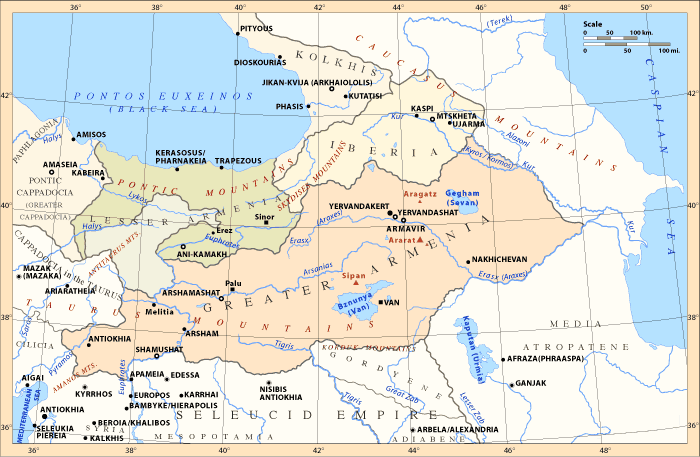
ارمنستان و آرتساخ در سده ۲–۴ (میلادی)

سرزمین قره باغ که بخشی از ایالت تاریخی اوتیک و آرتساخ و سیونیک ارمنستان است، در طول قرون و اعصار نویسندگان و هنرمندان و معماران و معلمان و سربازها و پیشوایان روحانی بسیاری به جامعه ارمنی عرضه داشته‌است.
در خلال سده‌های بعد، ملیک‌های ارمنی قره‌باغ از خودمختاری برخوردار بودند. در قرن هفدهم قره‌باغ مقر فعالیت کسانی شد که سعی کردند با جلب حمایت پادشاهان روسیه و دیگر کشورهای اروپایی در جهت استقلال ارمنستان تلاش کنند. نخستین واحد نظامی روسیه در قرن هجدهم وارد صحنه شد و بالاخره در اوایل قرن نوزدهم و در پی یک رشته زد و خوردهای طولانی قره‌باغ به امپراتوری روسیه منضم شد. در آن زمان تنها یکی از خان نشین‌های ارمنی برجای مانده و جمعیت منطقه نیز به نحو محسوسی کاهش یافته بود. استقرار حاکمیت روس‌ها به تحقق خواسته‌های ارمنی‌ها منجر نشد زیرا قره باغ به جای آن که خودمختاری خود را بازیابد، جذب واحدهای اداری مختلف و بالاخره به قسمتی از ایالت گنجه تبدیل شد. با این حال در ایام حاکمیت روسیه تزاری در خلال آن سال‌ها جمعیت ارمنی‌ها در قره باغ و نقاط دیگر قفقاز رو به افزایش نهاد. با احیاء آگاهی ملی در میان ارمنی‌ها، رهبران قوم از دولت مرکزی خواستند که با توجه به واقعیتهای قومی در مرزهای اداری منطقه تجدید نظر به عمل آورند. در طرحی که بارها پس از ۱۹۰۵ میلادی مطرح شد، رهبران ارمنی پیشنهاد کردند که نیمه کوهستانی ایالت گنجه به صورت یکی از سه منطقه ارمنی‌نشین قفقاز درآید.
براساس آماری که طرح شد این منطقه ۳۵۰۰۰۰ نفر ارمنی، ۱۳۴۰۰۰ تاتارها و کُرد و ۲۸۰۰۰ نفر از دیگر ملیتها را در بر می‌گرفت. بالاخره در ۱۹۱۷ میلادی این طرح به تصویب رسید ولی تحولات انقلاب روسیه و هجوم نیروهای عثمانی به قفقاز مانع از اجرای آن شد.

## زمینه جنگ
از نظر آذربایجانی‌ها، جلگه‌ها و ارتفاعات گنجه نه تنها دو منطقه ناهمگون نبودند، بلکه اجزاء مکمل یک موجودیت واحد را تشکیل می‌دادند که با اقتصاد چوپانی اقوام مسلمان به‌طور کامل تطابق داشت. به عقیده آن‌ها در صورت انتزاع مناطق مرتفع از جلگه‌ها، تعداد بسیاری از دامپروران مسلمان مراتع تابستانی گوسفندهای خود را از دست داده و نابود می‌شدند. آنچه ارمنی‌ها نیز برای حل و فصل این مسئله پیشنهاد کردند، مانند پیاده کردن یک طرح آبیاری در جلگه‌ها، استفاده از مراتعی در مناطق شمالی آذربایجان یا انعقاد معاهده‌ای میان ارمنستان و آذربایجان برای اعطای حق چَرا به دام‌های آذربایجان در مراتع قره باغ (ارمنستان) هیچ‌یک مورد پذیرش آذربایجانی‌ها قرار نگرفت. قره باغ به همان اندازه که از دیدگاه منافع استراتژیک برای ارمنی‌ها مهم بود، برای آذربایجانی‌ها نیز اهمیت داشت. قره باغ مرز طبیعی مسلطی بود که اگر در اختیار قدرت دیگری قرار می‌گرفت، آذربایجان را در موقعیتی آسیب‌پذیر قرار می‌داد؛ و بلعکس.
یکی از دلایلی که در پیوند ایالت گنجه با آذربایجان عنوان می‌شد آن بود که اکثر راه‌های اساسی آن خطه به سوی شرق، یعنی به باکو متصل می‌شد و نه به سوی غرب و ایروان. ارمنی‌های قره باغ برای تأمین مایحتاج خود تا حدودی زیادی به باکو متکی بودند و هزاران نفر از آن‌ها به صورت فصلی یا دائم در حوضه نفتی و تشکیلات تجاری باکو که سریعاً روبه گسترش بود، اشتغال داشتند.
در خلال نیمه اول ۱۹۱۸ میلادی در حالی که جنگ و جدل‌های قومی در باکو و گنجه جریان داشت، ارمنی‌ها و مسلمانان‌های قره باغ بالنسبه در صلح و آرامش به سر می‌بردند و در شورای اداری محل با هم همکاری داشتند. تا پیش از هجوم قوای عثمانی و تقسیم قفقاز به سه حکومت مستقل نوعی موازنه ضعیف برقرار بود. اما چندی بعد مساواتی‌های آذربایجان، گنجه را به عنوان پایتخت موقت حکومت خود برگزیدند و برای رهایی قره باغ و به ویژه باکو که در آن زمان تحت کنترل بلشویکها قرار داشت، از نیروهای نظامی عثمانی تقاضای کمک کردند.
نوری پاشا برادر اسماعیل انور که وزارت دفاع عثمانی را بر عهده داشت، دعوت مساواتی‌ها را پذیرفت (هدف نوری پاشا اشغال باکو و پاک‌سازی مسیحیان و رسیدن به آرمان پان‌تورانیسم توسط دولتمردان عثمانی و نیروهای تحت امر آنان، اردوی اسلام قفقاز بود.
و با استقرار نیروهایش در گنجه قوایی را به سوی باکو روانه داشت. ارمنی‌های قره باغ خواسته‌های نوری پاشا را مبنی بر شناسایی رسمی حاکمیت آذربایجان بر قره باغ و صدور اجازه ورود نیروهای عثمانی را به شوشی نپذیرفت.
حکومت خلق قره باغ که در اوایل اوت ۱۹۱۸ میلادی از سوی نخستین مجمع ارمنی‌های قره باغ انتخاب شده بود، فرستادگان نوری پاشا را دست خالی روانه ساخت. در پی سقوط باکو در نبرد باکو به دست نیروهای مشترک مساواتی و عثمانی در اواسط سپتامبر ۱۹۱۸ میلادی، نوری پاشا بار دیگر از ارمنی‌ها تقاضا کرد که خواسته‌های وی را بپذیرد؛ ولی دومین مجمع ارمنی‌های قره باغ که در ۲۰ تا ۲۴ سپتامبر ۱۹۱۸ میلادی تشکیل شده بود، در پاسخ او خواستار حفظ وضعیت موجود و ابقای خودمختاری قره باغ گشت.

## جنگ ارمنستان و جمهوری آذربایجان
با سقوط باکو، بخشی از نیروهای عثمانی برای اعزام به قره باغ فراغت یافتند، لذا نوری پاشا به «جمال جواد بیگ» فرمانده هنگ یازدهم قفقاز دستور داد که به سوی شوشی پیشروی کند. اندکی پیش از آن که قوای مزبور وارد کار شود، بخشی از نیروهای نظامی مساواتی‌ها با تعدادی واحدهای چریک توانستند پس از دو هفته جنگ و جدل بر مقاومت اهالی روستاهای ارمنی‌نشین فائق شده و بدین ترتیب ارتباط قره باغ را با منطقه ارمنی‌نشین کوهستان زانگزور قطع کردند.

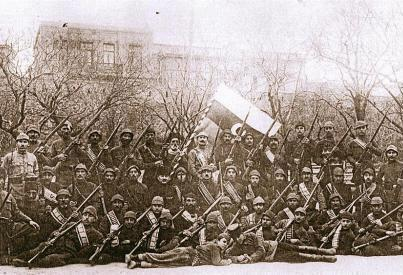
سربازان و افسران جمهوری دمکراتیک آذربایجان ۱۹۱۸

با خاتمه یافتن مقاومت ارمنی‌ها، نوری پاشا از نو به ارمنی‌های قره باغ اتمام حجت کرد. بعد از قتل‌عام ارمنی‌های باکو در سال ۱۵ سپتامبر ۱۹۱۸، «ملیک شاه‌نظریان» شهردار شوشی که سخنگوی قشر تاجر بود از مجمع سوم ارمنی‌های قره باغ ۳۱ سپتامبر تا ۴ اکتبر ۱۹۱۸- خواست که برای احتراز از آنچه قتل‌عامی اجتناب ناپذیر به نظر می‌آمد با درخواست نوری پاشا موافقت کنند. در حالی که حدود ۵۰۰۰ نفر از نیروهای عثمانی روی به جانب منطقه آسکران نهاده بودند مجمع سوم اتمام حجت نوری پاشا را قبول کرد و راه را بر قلب قره باغ گشود. در ۷ اکتبر ۲۵ سپتامبر تقویم پیش از انقلاب ۱۹۱۸ جمال جواد بیگ و «اسمعیل خان زیاد خانوف» نماینده مساواتی‌ها در راس واحدهای عثمانی وارد شوشی شدند. هنوز یک هفته از استقرار نیروهای عثمانی در شوشی نگذشته بود که مقاومت نظامی عثمانی برخلاف وعده صلح و عدالت خود، حدود شصت نفر از رهبران و روشنفکران ارمنی را بازداشت کردند. سپس چوبه‌های دار را در میدان اصلی شهر برپا داشتند و برخلاف قول و قرار پیشین به خلع سلاح اهالی شهر اقدام کردند.
با آن که شوشی تسلیم شده بود ولی در دیگر مناطق قره باغ مقاومت ادامه داشت و اقتدار عثمانی‌ها با مساواتی‌ها به هیچ وجه مورد شناسایی قرار نگرفت. در هر چهار منطقه اصلی تاریخی قره باغ، یعنی در مارتونی و جرابرد، خاچن، دیزاک، گروهای فدایی ارمنی تشکیل شد که واحدهای نظامی عثمانی را که برای تهیه مایحتاج قشون از شهر خارج می‌شدند، مورد تهاجم قرار می‌دادند.
در تابستان آن سال گروهی متشکل از فدایان ارمنی و تعدادی از ارمنی‌های، ارمنستان عثمانی به رهبری ژنرال آندرانیک اوزانیان با واحدهای نظامی نوری پاشا و مساواتی‌ها درگیر شده بودند. رؤسای واحدهای نظامی ارمنی‌های قره باغ از آندرانیک تقاضا کردند که جهت اعاده اقتدار ارمنی‌ها بر منطقه به کمک آنان بشتابد. جاده زانگزور به شوشی از طریق حدود بیست روستای مسلمان‌نشین می‌گذشت. کُردها و تاتارهای این خطه تحت رهبری سلطان بیگ سلطانوف قرار داشتند، لذا هنگامی که نیروهای آندرانیک در سحرگاه روز ۲۹ نوامبر ۱۹۱۸ پیشروی خود را به سوی قره باغ آغاز کردند با مقاومت سرسختانه مخالفین روبرو شدند. تنها در پی سه روز جنگ وجدل بی‌وقفه بود که قوای آندرانیک توانستند با برجای گذاشتن تلفات سنگین بر مقاومت کُردها و تاتارها فائق آمده و بر بلندی‌های اطراف راه مستقر شوند.
ولی ارمنی‌ها زمان بسیاری را تلف کرده بودند. نیروهای آندرانیک هنوز وارد لاچین نشده بودند که اتومبیلی که پرچم سفیدی در اهتزاز داشت با دو افسر انگلیسی و فرانسوی از جانب شوشی فرا رسید. آن دو حامل پیامی از جانب ژنرال ویلیام ام. تامسون فرمانده نیروهای متفقین در شرق قفقاز بودند که به ژنرال آندرانیک تسلیم شد. در پی تسلیم عثمانی در ۳۰ اکتبر ۱۹۱۸ تامسون به نیروهای تُرک فرمان داد که آذربایجان را تخلیه کنند. وی همراه با تیپ سی و نهم پیاده در بندر انزلی حرکت کرده و در ۱۷ نوامبر وارد باکو شده بود. تامسون در پیام خود به آندرانیک اظهار داشت که جنگ پایان یافته‌است، لذا هر گونه اقدام نظامی دیگر تنها باعث پیچیده‌تر شدن مسئله ارمنستان است که قرار بود پس از مدتی در کنفرانس صلح پاریس (۱۹۱۹) مورد بررسی قرار گیرد. فرستادگان ژنرال تامسون، آندرانیک را متقاعد ساختند که دست از پیشروی برداشته و به گوریس واقع در زانگزور بازگردد و تا فرارسیدن دستورالعمل دیگر از ژنرال تامسون،انتظام آنجا را بر عهده داشته باشد.
ژنرال آندرانیک که چون دیگر ارمنی‌ها به حسن نیت نیروهای متفقین اعتقاد داشت، درخواست مزبور را پذیرفت. هنگامی که واحدهای ارمنی در ۴ دسامبر به سوی گوریس بازگشتند، واحدهای نظامی مساواتی‌ها فوراً دست به کار شده و روستاهای ارمنی‌نشین بین قره باغ و زانگزور را نهب و غارت کردند.
واحدهای نظامی ارمنی هنوز در زانگزور مستقر بودند و اگر ژنرال تامسون در دسامبر ۱۹۱۸ مانع از پیشروی نیروهای آندرانیک نشده بود قره باغ نیز تحت حاکمیت ارمنی‌ها قرار گرفته بود. واحدهای نظامی آذربایجانی به دستور سلطانوف بخش ارمنی‌نشین شوشی را در محاصره گرفته و از شورای قره باغ خواستند ارگ شهر را که در تصرف افراد مسلح ارمنی بود تسلیم کنند. با امتناع شورای قره باغ از پذیرش این اتمام حجت، نیروهای آذربایجانی در ۴ ژوئن وارد کار شدند. طولی نکشید که مغازه‌ها و بازار شهر تعطیل شد و صدای شلیک تفنگ در شهر پیچید. نیروهای آذربایجانی سنگرهای ارمنی‌ها و حتی مقر هیئت نظامی انگلیس را زیر آتش گرفتند؛ ولی سلطانوف نتوانست ارمنی‌ها را عقب براند.
مونک میسون که از عواقب کار نگران شده بود از طرفین خواست دست از تیراندازی برداشته و اجازه دهند نیروهای انگلیسی بین آن‌ها مستقر شوند؛ ولی سلطانوف پیشنهاد مونک میسون را نپذیرفت و تنها شرط ترک مخاصمه را دستگیری اعضای شورای قره باغ و تسلیم آن‌ها به او ذکر کرد. مونک میسون که تصور می‌کرد می‌تواند صرفاً با اعمال فشار رهبری ارمنی‌ها را ترک شهر وادار کند، اعضاء شورا را به بهانه ابلاغ آخرین دستورالعمل‌های ژنرال شاتلورث به مقر هیئت احضار کرد.
شورای قره باغ که احتمال خدعه و نیرنگ می‌داد، فقط سه نفر از اعضایش را بدانجا فرستاد. مونک میسون نیز به آن‌ها گفت که اعضای شورا باید بنا به دستور ژنرال شاتلورث منطقه را ترک گویند. آن سه مدعی شدند که از محل اقامت دیگر اعضای شورا بی‌اطلاعند و راه تبعید در پیش گرفتند.
ساعاتی بعد مونک میسون به نام دولت اعلیحضرت پادشاه بریتانیا اعلام داشت که تمام نیروهای درگیر مواضع خود را به واحدهای نظامی انگلیس تسلیم دارند. ارمنی‌ها که در موقعیت دشواری قرار داشتند، غروب همان روز چنین کردند ولی واحدهای آذربایجانی که به پیروزی مورد نظر خویش نیز دست نیافته بودند، تمکین نکردند.
آرامش توأم با تشویشی شهر را فرا گرفت. در پی ناکامی واحدهای نظامی دولت آذربایجان در فتح شوشی، سلطانوف از «سلطان بیگ سلطانوف»، برادر خویش که حدود ۲۰۰۰ سوار کُرد و تاتار در اختیار داشت، تقاضای کمک کرد. صبح روز ۵ ژوئن این گروه بر «خایبالی کند» هجوم آوردند. خایبالی کند روستای ارمنی‌نشین بود واقع در دو مایلی شوشی که از اهمیت استراتژیک خاصی برخوردار بود و اهالی آن تا غروب آن روز مقاومت کردند، ولی هنگامی که واحدهای نظامی ارتش آذربایجان نیزاز شوشی به کمک نیروهای غیرمنظم سلطان بیگ شتافتند، مقاومت ارمنی‌های خایبالی کند درهم شکست. روستای مزبور به غارت رفت و گروهی از اهالی کشته شدند. نیروهای مهاجم سپس بر روستاهای کوچکتر آن اطراف یورش آوردند. پس از چند روز و در پی فروکش کردن شعله‌های آتش و قطع تیراندازی حدود ششصد ارمنی کشته و روستاهای متعددی ویران شده بود.

## حوادث نخجوان-زانگزور
با آغاز انقلاب روسیه (۱۹۱۷)، ارتش عثمانی وارد منطقهٔ نخجوان شد و در ادامهٔ برنامهٔ پاک‌سازی نژادی خود، که از دو سال قبل در ارمنستان غربی آن را به اجرا گذاشته بود، دست به کشتار ارمنیان منطقهٔ نخجوان زد.

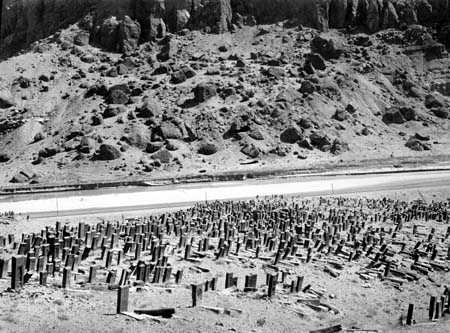
چلیپاسنگ‌ها در منطقهٔ جلفا مربوط به سده‌های نهم تا شانزدهم میلادی، در ۱۹۹۸ میلادی جمهوری آذربایجان با اعزام حدود دویست سرباز طی چند روز کلیهٔ سنگ‌صلیب‌ها خرد شد، آن‌ها را به داخل رود ارس ریختند و سپس، در محل این آثار با ارزش تاریخی میدان تیر بنا کردند.

پس از شکست ارتش عثمانی از ارمنستان در نبرد سارداراباد و اعلام استقلال ارمنستان، منطقهٔ نخجوان جزئی از خاک ارمنستان شد اما طی سال‌های۱۹۱۸–۱۹۲۰ میلادی جمهوری دمکراتیک آذربایجان با کمک‌های نظامی و مالی دولت عثمانی، که عمال آن در مناطق همجوار جمهوری ارمنستان متمرکز شده و رهبری نیروهای جمهوری آذربایجان را علیه ارمنستان در دست گرفته بودند، دائماً اهالی آذری مناطق مختلف جمهوری ارمنستان، به خصوص، منطقهٔ نخجوان را علیه دولت مرکزی تحریک و آنان را مسلح می‌کردند که این امر سبب نا آرامی‌های دائمی در منطقه می‌شد و گاه به درگیری‌هایی خونین می‌انجامید.
پس از سقوط جمهوری‌های گرجستان و آذربایجان به دست نیروهای بلشویک نوبت به ارمنستان رسید. با ورود ارتش سرخ به ارمنستان از مرزهای شمالی و شرقی آن و هم‌زمان حملهٔ ارتش ترکیه به این کشور به فرماندهی مصطفی کمال آتاترک از مرزهای غربی جمهوری ارمنستان سقوط کرد و در ۲۹ نوامبر ۱۹۲۰ میلادی جزو کشورهای اتحاد جماهیر شوروی سوسیالیستی اعلام شد. متعاقب این وقایع نریمان نریمانف، رهبر آذربایجان، طی بیانیه‌ای، در اول دسامبر همان سال، مناطق قره باغ و نخجوان را جزو خاک ارمنستان شناخت و کلیهٔ ادعاهای ارضی آذربایجان را نسبت به ارمنستان منتفی اعلام کرد اما این اعلامیه مورد قبول ترکیه، که بخش‌های غربی ارمنستان و قسمتی از نخجوان را تحت اشغال درآورده بود، قرار نگرفت و لذا طی تحریکاتی که در داخل خاک آذربایجان صورت داد مخالفت‌ها شروع شد تا جایی که نریمانوف را خائن به آرمان‌های حزب و انقلاب بلشویکی مردم آذربایجان اعلام کردند.
به دنبال تحولات سیاسی و تغییرات مرزی جدید ترکیه، که یکی از هم پیمانان شوروی به حساب می‌آمد، برای مشخص شدن وضعیت مرزهای غربی ارمنستان به مذاکره با دولت شوروی پرداخت که نتیجهٔ آن عهدنامه مسکو (۱۹۲۱) بود. بر اساس این پیمان تمامی مناطق تحت اشغال ترکیه، به غیر از منطقهٔ نخجوان، به خاک این کشور ملحق و مناطق قره باغ و نخجوان نیز از خاک ارمنستان جدا شد و به صورت منطقه‌ای خودمختار تحت نظارت جمهوری دمکراتیک آذربایجان درآمد.
با اعلام الحاق مناطق قره باغ و نخجوان به جمهوری آذربایجان تنها منطقهٔ باقی‌مانده که نخجوان را از جمهوری آذربایجان جدا می‌ساخت، ارتفاعات جنوبی ارمنستان معروف به زانگزور بود؛ لذا در مرحلهٔ بعد ارتش سرخ به بهانهٔ پاک‌سازی ضد انقلابیون سعی کرد این نواحی را به منطقهٔ نخجوان و در نهایت، به جمهوری آذربایجان ملحق سازد که با مقاومت ارمنیان منطقه و شورشی مسلحانه به فرماندهی گارگین نژده و پس از جنگ‌هایی خونین مسکو مجبور به انصراف از این تصمیم‌گیری شد؛ لذا در ۹ فوریهٔ ۱۹۲۴ میلادی منطقهٔ نخجوان رسماً به جمهوری سوسیالیستی ماورای قفقاز شوروی ملحق شد.

## کنفرانس صلح
افسران انگلیسی مستقر در شوشی حکم کردند که شورای ارمنی‌ها فقط در امور غیر سیاسی منطقه چون بازسازی اقتصادی و مسئله کمک به آوارگان حق دخالت دارد. آن‌ها اعلام کردند که قرار است ژنرال تامسون برای ترتیب تشکیلات محلی قره باغ دستورالعمل‌هایی صادر کند؛ و بالاخره هنگامی که در ژانویه ۱۹۱۹ میلادی دستورالعمل‌های مزبور صادر شد، ارمنی‌های قره باغ و دولت نخست وزیر هوهانس کاچازنونی در ایروان کاملاً غافلگیر و شگفت زده شدند. فصل نوینی در مبارزات قره باغ کوهستانی آغاز شد. البته آنچه مقامات انگلیسی را به هواداری از موضع مساواتی‌ها برانگیخت موجه بودن استدلالهایشان نبود، عوامل دیگری در کار بود. انگلیسی‌ها در مقام حاکم یکی از امپراتوری‌های وسیع استعماری که میلیون‌ها مسلمان را دربر می‌گرفت، با حمایت از نخستین جمهوری مسلمان‌نشین تاریخ معاصر وجهه خاصی در میان مسلمان‌ها کسب می‌کردند.
علاوه بر آن استراتژیستهای انگلیسی معتقد بودند که اگر آذربایجان از ساختار سیاسی و اقتصادی مناسبی برخوردار می‌شد، آنگاه از میزان تأثیر تبلیغات پان تورانی و پان اسلامی بر آن نیز کاسته شده و به نحو کمتری دستخوش امیال ترکیه عثمانی می‌گشت.
انگلیسی‌ها در اواخر ۱۹۱۸ میلادی چنین استدلال می‌کردند، از آنجایی که قرار است شش ولایت ارمنی ترکیه و حتی احتمالاً بخشی از ایالت کیلیکیه که قلمرو ارمنی‌ها را تا کرانه‌های دریای مدیترانه گسترش می‌داد، به جمهوری کوچک ارمنستان در قفقاز بازگردانده شود، لذا انضمام قره باغ و زانگزور به آذربایجان سیاست معقولی است. به ویژه آن که با انضمام این مناطق احتمالاً آتش توسعه طلبی آذربایجان در سایر جهات، تا حدودی فروکش می‌کرد. در تبیین خط مشی دولت انگلیس در قبال مساواتی‌ها به انگیزه‌های اقتصادی نیز اشاره شده‌است. ذخائر نفت باکو لایزال می‌نمود و طبیعتاً جلب همکاری یک حکومت مدیون و وابسته محلی می‌توانست دستیابی بر چنین ثروت سرشاری را تسهیل کند.
ژنرال تامسون در ۱۵ ژانویه ۱۹۱۹ میلادی با انتصاب دکتر خسروبیگ سلطانوف به عنوان فرماندار موقت مناطق قره باغ و زانگزور موافقت کرد.
خسروبیگ سلطانوف از هواداران سرسخت نوری پاشا بود در تابستان ۱۹۱۸ تاتارهای قره باغ را ضد همسایگان ارمنی آن‌ها برانگیخته و نقش مؤثری در تصرف باکو که به قتل‌عام بیش از ۱۵۰۰۰ ارمنی و آوارگی هزار نفر دیگر منجر شد، ایفا کرده بود.
تشکیلات حکومتی موقت ارمنی‌های قره باغ که از این اقدامات جمهوری آذربایجان نگران شده بودند، چهارمین مجمع خود را برای رسیدگی به این بحران و اظهار مخالفت صریح و قاطع اهالی با انتصاب سلطانوف در شوشی تشکیل دادند. قره باغ کوهستانی به عنوان بخشی از جمهوری ارمنستان، حاکمیت آذربایجان را به هر صورت نفی می‌کند. تمام شصت و شش نماینده چهارمین مجمع ارمنی‌های قره باغ طی پیامی به ژنرال تامسون و دولت کاچازنونی و هیئت نمایندگی ارمنستان در کنفرانس صلح پاریس خواستار حمایت مؤثر از حقوق اساسی قره باغ کوهستانی شدند. «مونک میسون» که به سرپرستی هیئت نظامی انگلیسی مستقر در محل منصوب شده بود به شورای قره باغ اظهار داشت انتصاب سلطانوف مورد تأیید صریح ژنرال تامسون قرار گرفته‌است.
هیئت نظامی بریتانیا از فرماندهان واحدهای مسلح قره باغ که در آن زمان هر چهار نفرشان در شوشی بودند، خواست که فرمانداری دکتر سلطانوف را به رسمیت شناخته یا در غیر این صورت تعهدنامه ذیل را امضاء کنند:
«ما امضاء کنندگان ذیل طرح مندرج در بیانیه رسمی ای را که سرپرست هیئت نظامی بریتانیا قصد دارد منتشر کند مورد بررسی قرار داده‌ایم. ما نسبت به شناسایی حاکمیت مقامات دولت آذربایجان در محدوده قره باغ یا زانگزور به هیچ وجه من الوجوه تمایل نداریم. علاوه بر آن حاضر نیستیم در شورایی که برای اداره منطقه تشکیل می‌شود عضویت داشته باشیم. تأیید می‌کنیم که از سوی سرپرست هیئت نظامی بریتانیا به ما اطلاع داده شده‌است که هرگونه اقدام خصمانه بر ضد دولت آذربایجان به مثابه اقدامی بر ضد دولت بریتانیای کبیر تلقی خواهد شد. ما نمی‌توانیم تضمین کنیم که انتشار این درخواست در مناطقی که عازم بدان هستیم چه تأثیری خواهد گذارد.»
هر چهار رهبر نظامی ارمنی با علام مجدد وفاداری خود نسبت به شورای قره باغ و خاطرنشان ساختن این نکته که برای تصمیم‌گیری در امور سیاسی فاقد اختیارات لازم می‌باشند، اتمام حجت مونک میسون را بدون امضاء مسترد داشتند.
شورای قره باغ، اسقف واهان (اسقف شوشی) و هراند باگاتوریان (یکی از اعضاء شورای قره باغ) را در ۲۴ فوریه ۱۹۱۹ میلادی به تفلیس اعزام داشت. آن‌ها همان مسائلی را با ژنرال فارستی یرواکر مطرح کردند که بارها عنوان شده بود:
«ارمنی‌های قره باغ از آزادی خود در برابر تمام دشمنانشان دفاع کرده و تنها به احترام ژنرال تامسون که از نظر آن‌ها سخنگوی دولت بریتانیا است، اسلحه خویش را کنار گذاشتند؛ ولی حکومت مساواتی‌های آذربایجان از این حسن نیت ارمنی‌ها سوء استفاده کرده و نیروهایی در نقاط استراتژیک منطقه چون آسکران، استپاناکرت و کاریاگین متمرکز ساخته است. با این حال ارمنی‌های قره باغ کماکان مطمئن بودند که کنفرانس صلح پاریس تمایل آن‌ها را مبنی بر تابعیت جمهوری ارمنستان محترم شمرد. طرح انتصاب یک فرماندار مساواتی برای اداره مناطق زانگزور، شوشی، شهرستان جبراییل و جوانشیر غیرقابل پذیرش است و هر گونه اقدامی در جهت اعمال آن به مصائب تاسف باری منجر خواهد شد. لهذا انگلیسی‌ها باید مقامات و نظامیان آذربایجان را به عقب‌نشینی از قره باغ وادار ساخته و تا تعیین تکلیف نهایی منطقه در کنفرانس صلح، خود مستقیماً کنترل آنجا را عهده‌دار شوند.»
ژنرال دی. ای. شاتلورث در ۳ آوریل ۱۹۱۹ میلادی و در پی چند جلسه مذاکرات بی‌ثمر با ارمنی‌ها متحد المال ذیل را منتشر ساخت:
فرماندهی انگلیس به تمام اهالی مناطق شوشی، زانگزور، جبرائیل و جوانشیر اعلام می‌دارد:
- دولت آذربایجان براساس مصوبه مورخ ۱۵ ژانویه ۱۹۱۹ میلادی خود دکتر سلطانوف را به فرماندهی کل منصوب کرده و مشارٌ‌الیه از همکاری کامل فرماندهی انگلیس برخوردار است.
- مطابق با قوانین موجود شورای شش نفره‌ای مرکب از ارمنی‌ها و مسلمان‌های قابل برای رسیدگی به خواسته‌های تمام اهالی در فرمانداری کل تشکیل خواهد شد.
- یک افسر از هیئت نظامی انگلیس نیز می‌توان به عنوان نماینده فرماندهی انگلیس به عضویت شورا درآید.
- تأمین حقوق کارمندان و دیگر مخارج فرمانداری کل بر عهده خزانه داری آذربایجان است.
- حل و فصل نهایی تمام مسائل مورد اختلاف بر عهده کنفرانس صلح پاریس خواهد بود.
- هیئت نظامی انگلیس قبلاً از هرگونه نقل و انتقال نظامی در محدوده فرمانداری کل مطلع خواهد گشت.
- فرماندهی انگلیس با صدور این بخش‌نامه خاطرنشان می‌گردد برای آنکه فرمانداری کل بتواند به نحو کامل در اجرای وظایف محوله و از جمله حفظ نظم و قانون در فرمانداری کل موفق شود، کلیه مقررات و فرامین صادره از سوی فرمانداری کل و دوایر تابعه آن باید بدون کوچکترین مخالفتی اجرا شود و فرماندهی انگلیس از تمام اقدامات قانونی آن کاملاً حمایت می‌کند.[۴۲]

انتشار این بخش‌نامه به اعتراض شدید سخنگویان قره باغ و دولت ارمنستان منجر گردید. ژنرال شاتلورث احساس می‌کرد که برای حل و فصل این مسئله آنچه در امکان و محدوده دستور العملهایش میسر بوده‌است، انجام داده است. وی اعلام داشت اینک که سفر او به قره باغ با شکست مواجه شده‌است.
خبر کشتار قره باغ خشم و نفرت محافل دولتی ارمنستان و مقامات کلیسا و بسیاری از مجامع ارمنی نقاط مختلف قفقاز را برانگیخت. در ایروان هزاران نفر دست به تظاهرات زده و تمام احزاب سیاسی این عمل را محکوم کردند. در قطعنامه این تظاهرات آمده بود:
«کشتار ارمنی‌ها در ترکیه، در قره باغ و در آذربایجان از تمام موارد پیشین فراتر رفته است و دیگر کافی است دیگر بیش از این نمی‌توانیم شاهد کشتار زنان و کودکان خود در پیش روی نمایندگان ملل معظم اروپا باشیم، مراتب اعتراض شدید خود را ابزار داشته و ستایش بی حد و حصر خویش را از برادران قره‌باغی خود که به نام تمدن و حق تعیین سرنوشت مردم، قهرمانانه با خودکامگی سطانوف مبارزه می‌کنند اعلام می‌داریم.
در تفلیس نیز هزاران نفر به فراخوان بیش از چهل انجمن ارمنی پاسخ گفته و در تظاهراتی که تحت سرپرستی هوانس تومانیان صورت گرفت، شرکت کردند. در قطعنامه این تظاهرات و همچنین قطعنامه‌هایی که در انبوهی از گردهمایی‌های مشابه در سایر نقاط ارمنی‌نشین صورت گرفت برکناری سلطانوف، تعقیب مسببین کشتار و وحدت قره باغ با ارمنستان و همچنین اقدام متفقین در جلوگیری از تجارب مشابه خواسته شده بود.
بازگشت سلطانوف بعد از قتل‌عام ارمنی‌های منطقه به شوشی نشان دهنده آن بود که ارمنی‌های قره باغ دل در گرو اعتماد به دولتی نهاده بودند که جز تسلیم اعتراض‌های شدیدالحن، کار دیگری از دستش برنمی‌آمد. جمهوری ارمنستان که کوچکترین کشور از جمهوریهای قفقاز به‌شمار می‌رفت، بیش از یک سال بود که گرفتار قحطی و بیماریهای مسری فراگیری شده بود. فشار ناشی از حضور بیش از ۳۰۰٫۰۰۰ پناهنده ارمنی از ارمنستان غربی، شورشهای پراکنده روستاهای مسلمان نشین منطقه و انزوای تقریباً کامل در میان همسایگانی غیر دوست نیز بر دوش این جمهوری نوپا سنگینی می‌کرد.
از این رو قره باغ کوهستانی باید با جمهوری آذربایجان مصالحه کند.
سلطانوف از «اسقف واهان» و تنی چند از دیگر چهره‌های سرشناس شوشی خواست که شورای قره باغ را به تشکیل یک مجمع دیگر متقاعد سازند. شورای قره باغ با آنکه به تازگی از سلطانوف به نمایندگان متفقین شکایت کرده و اظهار داشته بود که برغم اشغال شوشی به دست نیروهای نظامی آذربایجان، قره باغ هیچگاه تسلیم نخواهد شد، این درخواست سلطانوف را پذیرفت. مجمع ششم ارمنی‌های قره باغ در ۲۹ ژوئن در روستای شوشی که در حوالی شهر شوشی قرار داشت تشکیل شد. شفیع بیگ رستم بیگوف، یکی از سخنگویان دولت مساواتی آذربایجان به نمایندگان حاضر در مجمع قول داد که دولت متبوع وی رویه دوستانه‌ای در قبال قره باغ اتخاذ کند. ارمنی‌ها برای نخستین بار برای گوش فرادادن به سخنان طرف مقابل تمایل نشان دادند؛ ولی سایه‌ای از یک نیستی و نابودی محتوم نیز بر مجمع سنگینی می‌کرد، زیرا وزارت جنگ انگلیس اعلام داشته بود که قصد دارد نیروهایش را نه تنها از شوشی، بلکه از کل قفقاز نیز فراخواند. علاوه بر آن سلطانوف که بنا به تقاضای او مجمع ارمنی‌های قره باغ تشکیل شده بود، نه تنها نشانی از سازش و مصالحه بروز نداد بلکه ناگهان تحت عنوان ضرورت مشورت بیشتر مجمع را به مقصد باکو ترک گفت.
با آن که ارمنی‌های قره باغ اصرار داشتند در مذاکراتی که در پیش است، هیئت نمایندگی آن‌ها به عنوان نماینده یک طرف برابر پذیرفته شود، مع‌هذا اصول راهنمایی که انتخاب کرده بودند گویای آمادگیشان جهت حصول به نوعی توافق بود. قره باغ حاضر بود در ازاء خودمختاری اداری و فرهنگی کامل با حاکمیت موقت آذربایجان بر منطقه موافقت کند. دولت آذربایجان می‌بایست تعهد نماید از انتصاب مقامات غیر ارمنی در منطقه ادعای حاکمیت دائم بر آنجا، اعزام قوا به زانگزور و خلع سلاح ارمنی‌های آن سامان خودداری کند.
(آرامائیس تردانیلیان، گراسیم خاچاتوریان و روبن شاه‌نظریان) به نمایندگی از ارمنی‌های قره باغ راهی باکو شدند. گراسیم خاچاتوریان در طول راه توسط راهزنان تاتار کشته شد، ولی آن دو نماینده دیگر به باکو رسیدند و پس از یک رشته گفتگوهای مقدماتی با شورای ارمنی‌های باکو و اتحادیه هم میهنان قره‌باغی با سلطانوف و هیئت دولت آذربایجان مستقیماً وارد مذاکره شدند.
دولت نصیب بیگ اوسابیگوف که در ماه آوریل جانشین دولت فتحعلی خان خوییسکی شده بود، پیشنهاد هیئت اعزامی قره باغ را با اصلاحاتی چند پذیرفت، ولی نمایندگان قره باغ امضاء آن را به تصویب مجمع هفتم قره باغ موکول کردند. در این میان آذربایجانی‌ها نیز از فرصت استفاده کرده و مفاد این توافقنامه را باز هم تغییر دادند.
شورای قره باغ پس از بررسی این متن و غیرقابل پذیرش تشخیص دادن آن، نرسس نصیبیان، یکی از اعضاء شورا را به باکو اعزام داشت تا شاید دولت آذربایجان را به پذیرش متن اولیه پیشنهاد شورای قره باغ متقاعد سازد. در این میان سلطانوف نیز که از اعزام نمایندگانی به مجمع نتیجه نگرفته بود در ۱۵ اوت، به مجمع اتمام حجت کرد که اگر در عرض چهل و هشت ساعت طرح دولت آذربایجان را نپذیرند، به زور مجبور به پذیرش آن خواهند شد. در این میان نرسس نصیبیان نیز از باکو مراجعت کرده و خبر آورد که امکان هیچگونه کمکی از جهان محتمل نیست. تیگران بیگزادیان پیغام داده بود که قره باغ خود می‌بایست به فکر خود باشد. مجمع هفتم قره باغ یک کمیته شش نفره را برای بررسی اقدامات دفاعی ای که در صورت لزوم می‌بایست از سوی شورای قره باغ و گروهای چریک اتخاذ می‌شد،انتخاب کرد. شورای قره باغ نه تنها از نظر مادی در تنگنا بود، بلکه بخش نظامی آن نیز تقریباً دیگر مهماتی در اختیار نداشت. بالاخره در ۱۵ اوت ۱۹۱۹ میلادی، مجمع هفتم ارمنی‌های قره باغ که دیگر امیدی نداشت، به پانزده نفر از اعضایش اختیار داد که با سلطانوف به توافق برسند.
از آنجایی که سرنوشت قره باغ کوهستانی در کنفرانس صلح پاریس تعیین خواهد شد، از آنجایی که هرگونه برخورد خصمانه برای ملت‌های ساکن قره باغ مصیبت بار خواهد بود، در۲۲ اوت ۱۹۱۹ میلادی، بالاخره پس از یک هفته مذاکرات نهایی در شوشی هیئت انتخابیه مجمع هفتم ارمنی‌های قره باغ طی مراسمی در شوشی، سند ۲۶ ماده‌ای را امضا کردند.
چنین به نظر می‌آمد که بحران برطرف شده‌است. جاده‌ها گشوده شد و تحریم اقتصادی پایان پذیرفت. سلطانوف مسئله خلع سلاح را نیز که بر اساس مواد توافقنامه نمی‌توانست مطرح کند، به نحو دیگری دنبال کرد؛ وی با خریداری اسلحه و مهمات موجود به بهایی بالاتر از حد معمول پرداخت. بهایی که یک روستایی ارمنی برای یک قبضه تفنگ دریافت می‌داشت، می‌توانست مخارج خانواده‌ای را برای چندین هفته تأمین کند. کمیته دفاع شورای قره باغ مقابله با این ترفند سلطانوف را به نحو فزاینده‌ای دشوار یافت.
برای مساواتی‌های قره باغ مانع اصلی برسر راه چیرگی بر زانگزور به‌شمار می‌رفت؛ ولی اینک دولت نصیب بیگ اوسابیگوف، امیدوار بود درآینده نزدیک بتواند هر دو مناطق زانگزور و منطقه مجاور آن نخجوان را در اختیار گیرد و بدین ترتیب بالاخره آذربایجان را مستقیماً به ترکیه متصل سازد.
در واقع در اندک زمانی پس از انعقاد توافقنامه ۲۲ اوت، حکومت آذربایجان با نقض آشکار مواد ۱۵ و ۱۶ (ماده ۱۵: پادگان‌های قوای آذربایجان در استپاناکرت و شوشی در سطح نیروی زمان صلح مستقر خواهد شد.
ماده ۱۶: هرگونه نقل و انتقال نیروهای نظامی در بخش‌های ارمنی‌نشین نواحی شوشی، جوانشیر و جبرئیل منوط به رضایت دوسوم از اعضا شورا است)
توافقنامه مذکور، به واحدهای نظامی خود دستور داد از طریق قره باغ به سمت مرزهای زانگزور پیش رفته و در آنجا متمرکز شوند.
هجوم نیروهای آذربایجان در نوامبر ۱۹۱۹ میلادی به زانگزور با شکست کامل روبرو شد و پس از این واقعه نفوذ مستقیم جمهوری ارمنستان در امور قره باغ رو به افزایش نهاد. در بهار ۱۹۲۰ میلادی، قره باغ کوهستانی یکپارچه ضد حاکمیت مساواتی‌ها سربه شورش نهاد و حکومت ارمنستان قوای نظامی قابل ملاحظه‌ای را از طریق زانگزور به کمک آن‌ها فرستاد.
ولی درحالی که ارتش‌های کوچک ارمنستان و آذربایجان برسر قره باغ به جنگ و جدال مشغول بودند. ارتش سرخ وارد باکو شد و حکومت مساواتی‌ها سرنگون و متلاشی گردید و آذربایجان یکی از جمهوری‌های شوروی اعلام گردید. سپس سپاه یازدهم سرخ به نام روسیه شوروی از فرمانده نیروهای ارمنی در قره باغ خواست که واحدهای خود را فراخوانند. در چنین شرایطی ارمنستان جز تسلیم چاره دیگری نداشت.

## اسناد کمیته صلح قره باغ
اعلامیه کمیته انقلاب آذربایجان دربارهٔ بخش جدایی ناپذیر بودن قره باغ کوهستانی، زانگزور و نخجوان به جمهوری سوسیالیستی ارمنستان شوروی:
به همه، از طرف جمهوری سوسیالیستی شوروی آذربایجان دربارهٔ تصمیم‌گیری کمیته انقلاب مورخ ۳۰ نوامبر ۱۹۲۰ به اطلاع خلق اَرمن برسانید که:
با کسب اطلاع از اعلام جمهوری شوروی سوسیالیستی در ارمنستان از سوی دهقانان و کارگران، دولت آذربایجان بخاطر پیروزی خلق برادر درود می‌فرستد. از امروز مرزهای قبلی ارمنستان و آذربایجان لغو می‌شوند. قره باغ کوهستانی، زانگزور و نخجوان به عنوان بخش جدایی ناپذیر جمهوری شوروی سوسیالیستی ارمنستان به رسمیت شناخته می‌شوند.
پاینده باد برادری و اتحاد کارگران و دهقانان ارمنستان و آذربایجان شوروی.
رئیس کمیته انقلاب آذربایجان نریمان نریمانف.
کمیسر خلق امور خارجه، حسینف
متن فرمان کمیته انقلاب ارمنستان دربارهٔ الحاق قره باغ کوهستانی به ارمنستان:
بر پایه اعلامیه کمیته انقلاب جمهوری سوسیالیستی شوروی آذربایجان و توافق بدست آمده میان دولتهای جماهیر شوروی سوسیالیستی ارمنستان و آذربایجان، بدینوسیله اعلام می‌گردد که قره باغ کوهستانی از هم اکنون بخش جدائی ناپذیر جماهیر شوروی سوسیالیستی ارمنستان را تشکیل می‌دهد.

رئیس شورای کمیسرهای خلق جمهوری شوروی سوسیالیستی ارمنستان آ. میناسیکیان (آلکساندر مارتونی)